# Elezioni parlamentari a Mauritius del 2024
Le elezioni parlamentari a Mauritius del 2024 si sono tenute il 10 novembre per il rinnovo dell'Assemblea nazionale, il parlamento del paese.
Esse sono state indette in anticipo di qualche settimana rispetto alla scadenza naturale della legislatura, prevista per la fine del mese di novembre dello stesso anno, in seguito al raggiungimento di un accordo internazionale con il Regno Unito per la restituzione al paese delle Isole Chagos.
Le elezioni hanno visto, a discapito della quasi totalità delle forze politiche precedenti, la vittoria di larghissima misura di Alleanza del Cambiamento (AdC), guidata dal leader del Partito Labrurista (MLP/PTr) Navin Ramgoolam, che, avendo ottenuto l’enorme cifra di 60 seggi, ben oltre la maggioranza qualificata dei 2/3, ed avendo vinto in ben 20 su 21 circoscrizioni elettorali, ha così potuto conseguire un predominio essenzialmente assoluto sull’Assemblea nazionale per la prima volta dal 1995. Dall’altro lato dell’arco parlamentare, invece, la principale formazione politica precedentemente al governo, l’Alleanza Lepep (ALe), guidata dal leader del Movimento Socialista Militante (MSM), Pravind Jugnauth, ha visto subire una sconfitta senza precedenti, giungendo ad una rappresentanza politica in Assemblea di soli 2 seggi (tra l’altro ottenuti solo grazie all’attribuzione tramite il “sistema dei migliori candidati sconfitti”). Altre formazioni minori, infine, come l’Organizzazione del Popolo di Rodrigues (RPO/OPR) e Alleanza Liberazione (AL), si sono altresì assicurati due seggi ciascuno, sebbene l’uno vincendo la circoscrizione elettorale rimanente e l’altro secondo lo stesso sistema dell’Alleanza Lepep (ALe).

## Sistema elettorale
Per le elezioni parlamentari, la legge elettorale mauriziana, attuata per l’elezione diretta di solo 62 seggi (in quanto i restanti, fino ad un totale di 8, sono attribuiti ex-officio ai “migliori candidati perdenti” dell’intera tornata elettorale) prevede l’applicazione di un sistema maggioritario illimitato (o “a blocchi”), e dunque con possibilità di voto disgiunto, in 21 collegi plurinominali (di cui 20 eleggono 3 individui ed uno, dedicato all’isola di Rodrigues, ne elegge 2).
In tal senso, dunque, ogni elettore dispone di tanti voti quanti sono i soggetti da eleggere e, fattualmente, può sia cumularli che distribuirli, facendo si che risultino eletti i candidati che hanno semplicemente ottenuto il maggior numero di voti (Plurality).
Per quanto riguarda invece i seggi rimanenti, che si è detto sono assegnati ai “migliori candidati perdenti”, la loro attribuzione non è libera, bensì compensativa di eventuali squilibri derivanti dal voto, su istanza della stessa “Commissione di Supervisione Elettorale”, nelle aree in cui ciò risulti più evidente o netto: ciò è fatto dividendo l’isola in quattro comunità fondamentali, ossia, induisti, musulmani, sino-mauriziani e, in via residuale, il resto della popolazione.

## Risultati
| Alleanza per il Cambiamento (AdC)                | 1 438 333 | 61,38 | 60 |  |  |  |
| Alleanza Lepep (ALe)                             | 639 372   | 27,29 | 2  |  |  |  |
| Riforma Linion (LR)                              | 116 904   | 4,99  | —  |  |  |  |
| Mouvman Bruneau Laurette (MBL)                   | 34 431    | 1,47  | —  |  |  |  |
| Organizzazione del Popolo di Rodrigues (RPO/OPR) | 22 416    | 0,96  | 2  |  |  |  |
| Alleanza Liberazione (AL)                        | 20 540    | 0,88  | 2  |  |  |  |
| Altri (<0,40%)                                   | 22 818    | 0,97  | —  |  |  |  |
| Indipendenti (IND)                               | 48 431    | 2,07  | —  |  |  |  |
| Totale                                           | 2 343 245 | 100   | 66 |  |  |  |
|                                                  |           |       |    |  |  |  |
| Schede bianche                                   | 0         | 0,00  |    |  |  |  |
| Schede nulle                                     | 0         | 0,00  |    |  |  |  |
| Votanti                                          | 795 343   | 79,31 |    |  |  |  |
| Elettori                                         | 1 002 857 |       |    |  |  |  |

Nota: Il totale esposto, 2.343.245, non corrisponde al totale dei singoli voti espressi per un partito, bensì la somma delle preferenze totali: poiché infatti il sistema elettorale permette di esprimere non dei veri e propri voti per una lista di partito, bensì preferenze singole per i candidati, ogni elettore può esprimere plurime preferenze ed il numero totale, conseguentemente, è maggiore.
Nota: Sul numero dei votanti (795.343), — (00,00%) sono votanti che hanno espresso voti validi.
Nota: Nel conteggio delle schede, il paese unifica le bianche alle nulle.